# Glacier de Toule
Le glacier de Toule, également le glacier des Thoules ou de Toula, est un glacier d'Italie situé dans le massif du Mont-Blanc, dans le val Vény.
Le glacier naît sur l'adret de l'aiguille de Toule, du col occidental et du col oriental de Toule, du Grand Flambeau et du col de Saussure, à environ 3 300 mètres d'altitude, et se dirige vers le sud-sud-est,. Il est entouré par le glacier d'Entrèves par-delà l'aiguille d'Entrèves au sud-ouest, le glacier du Mont-Fréty par-delà la pointe Helbronner à l'est et le glacier du Géant par-delà la frontière avec la France au nord,.

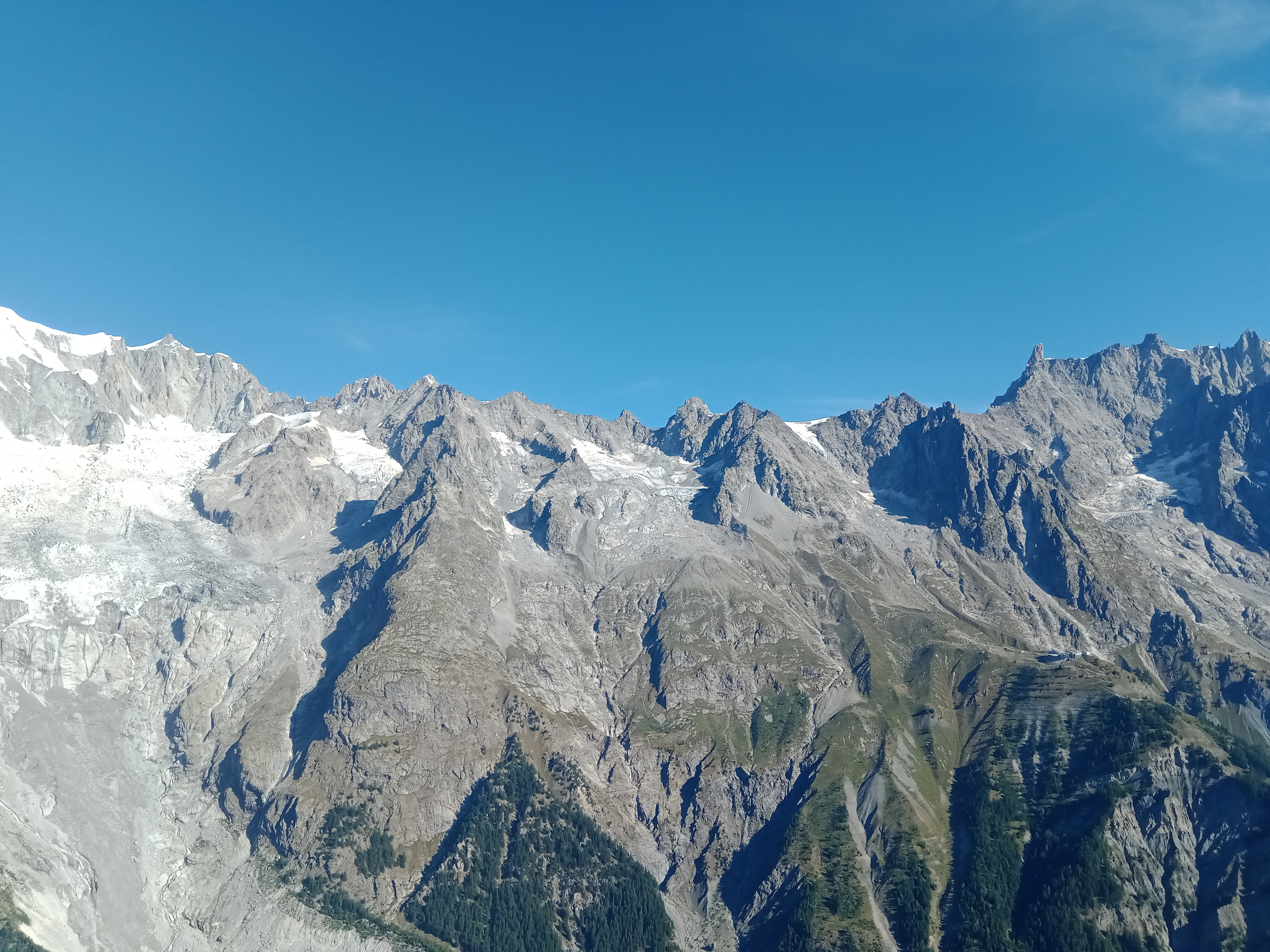
Vue depuis le mont Chétif au sud-est du glacier de Toule au centre.